# Ceratomyxa sphaerulosa
Ceratomyxa sphaerulosa is een microscopische parasiet uit de familie Ceratomyxidae. Ceratomyxa sphaerulosa werd in 1892 beschreven door Thélohan. 